# 東北野球企業
東北野球企業株式会社（とうほくやきゅうきぎょう、1972年 - 2002年）は、かつて宮城県仙台市青葉区に本社を置いていたプロ野球公式戦の興行専門会社で、河北新報社を中心に県内15社が出資し、同市宮城野区にある宮城球場（現：楽天モバイルパーク宮城）で開催されるプロ野球（日本野球機構=NPB）公式戦の興行を専門に取り扱う会社だった。

## 沿革

### 創業
宮城球場がプロ野球公式戦をナイターで開催するための改修工事を行うのに伴い1972年9月に河北新報社の他、宮城県内に拠点を置く企業15社の共同出資により発足した。東北野球企業はこの改修工事に要する資金を援助。宮城球場は翌1973年3月20日、6基の照明塔による照明設備の追加設置や、得点表示部を電光掲示化したスコアボードへの建て替えをするなど、大規模な改修工事を完工した。プロ野球に対応する照明設備が設置されたのは東北地方6県で初めてであった。東北野球企業はその後、宮城球場にプロ公式戦を誘致し、入場券の販売などを行う興行会社となった。

### ロッテの準本拠地→本拠地化

#### 準本拠地としての受け入れ
折りしもロッテオリオンズが1972年オフに東京スタジアム（東京都荒川区南千住）が閉鎖したことから代替の本拠地を探していたところ、その候補として宮城球場が浮上した。当時はまだ、日本国内に本格的な照明設備を有する野球場が少なかったことも背景にあった。
ロッテは翌1973年から保護地域を東京都に置いたまま、宮城球場を準本拠地とし公式戦26試合を開催。東北野球企業が勧進元となって全試合の興行を取り仕切った。その他の主催試合は首都圏にある他球団の本拠地（後楽園球場、明治神宮野球場、川崎球場）などを使用した。

#### 本拠地化
同年12月の実行委員会でロッテの保護地域を暫定的に宮城県へ移転することが承認され、宮城球場は翌1974年から正式な本拠地となったが、球団事務所や合宿所などの諸施設は東京都に置いたままで、試合の開催方法も前年同様だった。
ロッテは同年、プレーオフを制してリーグ優勝を果たしたものの、中日ドラゴンズとの日本シリーズにおけるロッテの主管試合は、収容人員や施設上の問題などから全て後楽園球場で行われることとなった。これに関して仙台では「施設が不備だから仕方がない」と理解を示す論調が大勢を占めていたものの、いざロッテが中日を下して日本一に輝くと、優勝パレードは東京で行われただけで、仙台では何の行事も開催されなかった。これに関して市民からは「地元のチームとして応援してきたのに、裏切られた」などと言った痛烈な批判が寄せられ、さらにこの一件を境に仙台でのロッテ応援熱は冷め、翌年の観客動員は大幅な減少に転じた。
ロッテはその後1977年まで宮城球場を本拠地とし、年間30試合前後（ピーク時の1977年は38試合）の主催公式戦を開催したが、この間も首都圏の他球団本拠地も併せて使用しており、開催方式は5年間ほぼ変わらないまま。特に1976年以降、宮城球場でのロッテの主催公式戦は首都圏での雨天中止分の振替開催が主体となっていたのが実情だった（この間のロッテについてはジプシー・ロッテを参照）。

### ロッテの本拠地撤退後
ロッテは1978年から川崎球場（神奈川県川崎市）を本拠地としたが、同年以降も宮城球場で年10試合程度の主催公式戦を開催。東北野球企業は引き続きその興行を担当した。
また、読売ジャイアンツ、ヤクルトスワローズ、横浜ベイスターズ、広島東洋カープ、西武ライオンズなどによる主催公式戦の興行も取り扱った他、1992年には本拠地球場以外では初開催となったオールスターゲーム第3戦の興行も扱っているが、主催そのものは球団や球団関連組織による自主興行扱いとして（大洋＝大洋球団、巨人＝読売新聞社・報知新聞社・日本テレビ放送網）、東北野球企業はチケット販売などの興行協力扱いにとどまることもあった。
なお、1993年には近鉄バファローズの主催試合も1試合組まれていたが、雨天中止となっている。

### 解散
その後、設備の老朽化によって年間10試合程度あった宮城球場でのプロ公式戦の開催数が激減。これにより経営状態が急速に悪化したため、東北野球企業は2002年11月に会社を清算して解散した。

### 解散後
2003年と2004年の宮城球場での公式戦は、東北野球企業の筆頭株主だった河北新報社が興行を担当した。
2004年のシーズン終了後、宮城球場を本拠地とする新球団として東北楽天ゴールデンイーグルスがNPBへ参入。同球場は都市公園法に基づく管理許可制度により、同球団の運営法人である楽天野球団が宮城県から管理業務を受託して運営管理を行う体制に移行した。

## 関連書籍
- プロ野球とともに 東北野球企業小史（1992年、東北野球企業20年史編集委員会編・東北野球企業発行）…野球体育博物館内図書室の所蔵情報